# El Salvador en los Juegos Olímpicos de Atenas 2004
El Salvador estuvo representado en los Juegos Olímpicos de Atenas 2004 por siete deportistas, dos hombres y cinco mujeres, que compitieron en seis deportes.
La portadora de la bandera en la ceremonia de apertura fue la ciclista Evelyn García. El equipo olímpico salvadoreño no obtuvo ninguna medalla en estos Juegos.